# دیدارکنندگان
| بررسی انتقادی              | بررسی انتقادی |
| منبع                       | رتبه‌بندی      |
| -------------------------- | ------------- |
| آل‌میوزیک                   | [ ۲ ]         |
| بلندر                      | [ ۳ ]         |
| دیلی والت                  | B+            |
| دانشنامه موسیقی عامه‌پسند   | [ ۵ ]         |
| پیچفورک                    | ۸٫۶/۱۰        |
| راهنمای آلبوم رولینگ استون | [ ۷ ]         |
| اِسمَـش هیتز                 | ۸/۱۰          |

دیدارکنندگان (انگلیسی: The Visitors) هشتمین آلبوم استودیویی ابرگروه سوئدی موسیقی پاپ آباست که در ۳۰ نوامبر ۱۹۸۱ در سوئد منتشر شد. با این آلبوم آبا چندین قدم از موسیقی پاپ «ملایم‌تر» که پیش‌تر تولید می‌کرد، فاصله گرفت و منتقدان این آلبوم را تلاشی پیچیده‌تر و پخته‌تر تلقی می‌کنند.

## فهرست ترانه‌ها
منبع:

تمامی ترانه‌ها توسط بنی آندِشون و بیورن اولویوس نوشته‌شده، مگر آنهایی که نام دیگری برایشان ذکر شده‌است.
| روی اول | روی اول                     | روی اول |
| شماره   | نام                         | مدت     |
| ------- | --------------------------- | ------- |
| ۱.      | «دیدارکنندگان»              | ۵:۴۹    |
| ۲.      | «پرتوان و باشتاب»           | ۳:۴۵    |
| ۳.      | «وقتی همه تلاشمان را کردیم» | ۳:۲۰    |
| ۴.      | «سربازان»                   | ۴:۳۸    |

| روی دوم    | روی دوم                          | روی دوم |
| شماره      | نام                              | مدت     |
| ---------- | -------------------------------- | ------- |
| ۱.         | «می‌گذارم موسیقی بیان کند»        | ۵:۲۰    |
| ۲.         | «یکی از ما»                      | ۳:۵۵    |
| ۳.         | «یکی بخر، دو تا ببر»             | ۳:۳۶    |
| ۴.         | «از کف می‌دهم»                    | ۳:۵۱    |
| ۵.         | «چون فرشته‌ای که از اتاقم می‌گذرد» | ۳:۲۵    |
| مجموع مدت: | مجموع مدت:                       | ۳۷:۳۹   |

| ترانه‌های اضافی سی‌دی نسخهٔ ۱۹۹۷ | ترانه‌های اضافی سی‌دی نسخهٔ ۱۹۹۷                                           | ترانه‌های اضافی سی‌دی نسخهٔ ۱۹۹۷ |
| شماره                         | نام                                                                     | مدت                           |
| ----------------------------- | ----------------------------------------------------------------------- | ----------------------------- |
| ۱۰.                           | «بخندم یا گریه کنم» (رویِ دوم «یکی از ما» و «وقتی همه تلاشمان را کردیم») | ۴:۲۶                          |
| ۱۱.                           | «روز پیش از آشنایی با تو»                                               | ۵:۵۱                          |
| ۱۲.                           | «تحت حمله»                                                              | ۳:۴۸                          |
| ۱۳.                           | «یکی به من بدهکاری» (روی دوم «تحت حمله»)                                | ۳:۲۸                          |

| ترانه‌های اضافی سی‌دی نسخهٔ ۲۰۰۱ | ترانه‌های اضافی سی‌دی نسخهٔ ۲۰۰۱                  | ترانه‌های اضافی سی‌دی نسخهٔ ۲۰۰۱ |
| شماره                         | نام                                            | مدت                           |
| ----------------------------- | ---------------------------------------------- | ----------------------------- |
| ۱۲.                           | «کاساندرا» (روی دوم «روز پیش از آشنایی با تو») | ۵:۵۱                          |
| ۱۳.                           | «تحت حمله»                                     | ۳:۴۸                          |

| ترانه‌های اضافی در مجموعه کامل ضبط‌های استودیویی | ترانه‌های اضافی در مجموعه کامل ضبط‌های استودیویی                          | ترانه‌های اضافی در مجموعه کامل ضبط‌های استودیویی |
| شماره                                          | نام                                                                     | مدت                                            |
| ---------------------------------------------- | ----------------------------------------------------------------------- | ---------------------------------------------- |
| ۱۰.                                            | «بخندم یا گریه کنم» (رویِ دومِ «یکی از ما» و «وقتی همه تلاشمان را کردیم») | ۴:۲۶                                           |
| ۱۱.                                            | «کسی مقصر نیست» (نسخهٔ اسپانیایی‌زبان «وقتی همه تلاشمان را کردیم»)        | ۳:۱۳                                           |
| ۱۲.                                            | «داره ازم دور میشه» (نسخهٔ اسپانیایی‌زبان «از کف می‌دهم»)                  | ۳:۵۲                                           |
| ۱۳.                                            | «روز پیش از آشنایی با تو»                                               | ۵:۵۱                                           |
| ۱۴.                                            | «کاساندرا»                                                              | ۴:۵۰                                           |
| ۱۵.                                            | «تحت حمله»                                                              | ۳:۴۸                                           |
| ۱۶.                                            | «یکی به من بدهکاری»                                                     | ۳:۲۸                                           |

| ترانه‌های اضافی نسخهٔ دلوکس ۲۰۱۲ (آلبوم آخر) | ترانه‌های اضافی نسخهٔ دلوکس ۲۰۱۲ (آلبوم آخر)                   | ترانه‌های اضافی نسخهٔ دلوکس ۲۰۱۲ (آلبوم آخر) |
| شماره                                      | نام                                                          | مدت                                        |
| ------------------------------------------ | ------------------------------------------------------------ | ------------------------------------------ |
| ۱۰.                                        | «بخندم یا گریه کنم»                                          | ۴:۲۶                                       |
| ۱۱.                                        | «من آن شهرم»                                                 | ۴:۰۱                                       |
| ۱۲.                                        | «یکی به من بدهکاری»                                          | ۳:۲۸                                       |
| ۱۳.                                        | «کاساندرا»                                                   | ۴:۵۰                                       |
| ۱۴.                                        | «تحت حمله»                                                   | ۳:۴۸                                       |
| ۱۵.                                        | «روز پیش از آشنایی با تو»                                    | ۵:۵۱                                       |
| ۱۶.                                        | «از یک ستاره چشمک‌زن تا فرشته‌ای در حال گذر» (نسخه‌های آزمایشی) | ۹:۰۷                                       |

| دی‌وی‌دی نسخهٔ دلوکس ۲۰۱۲ | دی‌وی‌دی نسخهٔ دلوکس ۲۰۱۲                                   | دی‌وی‌دی نسخهٔ دلوکس ۲۰۱۲ |
| شماره                  | نام                                                      | مدت                    |
| ---------------------- | -------------------------------------------------------- | ---------------------- |
| ۱.                     | «یکی بخر، دو تا ببر» (دیک کَـویت با آبا دیدار می‌کند)      | nil                    |
| ۲.                     | «از کف می‌دهم» (دیک کَـویت با آبا دیدار می‌کند)             | nil                    |
| ۳.                     | «وقتی همه تلاشمان را کردیم» (ویدئوی اصلی تبلیغاتی)       | nil                    |
| ۴.                     | «آبا در لندن، نوامبر ۱۹۸۲» (بی‌بی‌سی)                      | nil                    |
| ۵.                     | «آبا در استکهلم، نوامبر ۱۹۸۲» (ماشین سرگرمی، اس‌وی‌تی)     | nil                    |
| ۶.                     | «تبلیغ تلویزیونی نخست دیدارکنندگان» (بریتانیا)           | nil                    |
| ۷.                     | «تبلیغ تلویزیونی دوم دیدارکنندگان» (استرالیا)            | nil                    |
| ۸.                     | «تبلیغ تلویزیونی نخست تک‌آهنگ‌ها – ۱۰ سال نخست» (بریتانیا) | nil                    |
| ۹.                     | «تبلیغ تلویزیونی دوم تک‌آهنگ‌ها – ۱۰ سال نخست» (استرالیا)  | nil                    |
| ۱۰.                    | «نگارخانهٔ بین‌المللی جلد آلبوم»                           | nil                    |

## جداول موسیقی
| جدول (۱۹۸۲–۱۹۸۱)                      | بالاترین رتبه |
| ------------------------------------- | ------------- |
| آلبوم‌های آرژانتین (کاپیف)             | ۵             |
| آلبوم‌های استرالیا (گزارش موسیقی کنت)  | ۲۲            |
| آلبوم‌های اتریشی (آلبوم‌های او۳)        | ۳             |
| آلبوم‌های بلژیک (اومو)                 | ۱             |
| آلبوم‌ها/سی‌دی‌های برتر کانادا (آرپی‌ام)  | ۱۸            |
| آلبوم‌های هلندی (جدول‌های هلند)         | ۱             |
| آلبوم‌های فنلاند (جدول‌های رسمی فنلاند) | ۲             |
| آلبوم‌های آلمانی (۱۰۰ آلبوم برتر رسمی) | ۱             |
| آلبوم‌های ایتالیایی (موزیکا ئی دیسکی)  | ۲۳            |
| آلبوم‌های ژاپن (اوریکون)               | ۱۲            |
| آلبوم‌های نیوزیلندی (آرام‌ان‌زد)         | ۱۹            |
| آلبوم‌های نروژی (وی‌جی-لیستا)           | ۱             |
| آلبوم‌های پرتغال (موسیقی و صدا)        | ۱             |
| آلبوم‌های اسپانیا (گران موزیکال)       | ۶             |
| آلبوم‌های سوئدی (برترین‌های سوئد)       | ۱             |
| آلبوم‌های بریتانیا (شرکت جدول‌های رسمی) | ۱             |
| بیلبورد ۲۰۰ ایالات متحده              | ۲۹            |
| جدول (۲۰۱۲)                           | بالاترین رتبه |
| آلبوم‌های بلژیکی (اولتراتاپ فلاندرز)   | ۱۸۵           |
| آلبوم‌های هلندی (جدول‌های هلند)         | ۵۵            |
| آلبوم‌های آلمانی (۱۰۰ آلبوم برتر رسمی) | ۷۵            |
| آلبوم‌های اسپانیایی (پروموزیکای)       | ۹۴            |
| آلبوم‌های سوئدی (برترین‌های سوئد)       | ۱۸            |
| آلبوم‌های سوئیسی (جدول موسیقی سوئیس)   | ۹۳            |
| آلبوم‌های بریتانیا (شرکت جدول‌های رسمی) | ۶۲            |
| جدول (۲۰۲۱)                           | بالاترین رتبه |
| آلبوم‌های سوئدی (برترین‌های سوئد)       | ۴۸            |

| جدول (۱۹۸۱)                             | رتبه |
| --------------------------------------- | ---- |
| آلبوم‌های هلند (۱۰۰ آلبوم برتر هلند)     | ۴    |
| آلبوم‌های بریتانیا (اوسی‌سی)              | ۱۷   |
| جدول (۱۹۸۲)                             | رتبه |
| آلبوم‌ها/سی‌دی‌های برتر کانادا (آرپی‌ام)    | ۷۳   |
| آلبوم‌های اتریش (او۳ تاپ ۴۰ اتریش)       | ۱۴   |
| آلبوم‌های آلمان (رتبه‌بندی سرگرمی جی‌اف‌کی) | ۱۹   |
| آلبوم‌های هلند (۱۰۰ آلبوم برتر هلند)     | ۱۸   |
| آلبوم‌های بریتانیا (اوسی‌سی)              | ۵۵   |

## گواهینامه‌ها و فروش
| منطقه                                                              | گواهی  | واحد گواهی‌شده/فروش |
| ------------------------------------------------------------------ | ------ | ------------------ |
| استرالیا (آی‌اف‌پی‌آی استرالیا)                                       | طلا    | ۳۵٬۰۰۰^            |
| فنلاند (موسیککیتواوتتایات)                                         | پلاتین | ۶۶٬۴۳۹             |
| آلمان (بی‌وی‌ام‌آی)                                                   | پلاتین | ۷۵۰٬۰۰۰            |
| هنگ کنگ (آی‌اف‌پی‌آی هنگ کنگ)                                         | طلا    | ۱۰٬۰۰۰*            |
| ژاپن                                                               | —      | ۱۲۸٬۰۰۰            |
| اسپانیا (سازنده‌های موسیقی)                                         | طلا    | ۵۰٬۰۰۰^            |
| سوئد (گی‌ال‌اف)                                                      | پلاتین | ۲۹۰٬۰۰۰            |
| بریتانیا (بی‌پی‌آی)                                                  | پلاتین | ۳۰۰٬۰۰۰^           |
| خلاصه‌ها                                                            |        |                    |
| سرتاسر جهان                                                        | —      | ۵٬۰۰۰٬۰۰۰          |
| * رقم فروش تنها بر پایهٔ گواهی‌ها. ^ رقم توزیع تنها بر پایهٔ گواهی‌ها. |        |                    |